# 吕克白
吕克白（1917年—1999年10月20日），曾用名吕士杰，河北省宁晋县人，中国政治人物。
早年参加革命，担任中央财政经济部科员，陕甘宁边区财政厅秘书主任，中共中央党务研究室研究员，中央财政经济部研究员等职。1949年7月，任中财委计划局处长。1965年，任国家建委副主任。1981年后，任国家建委和国家计委副主任，1999年10月20日，在北京逝世，享年82岁。